# Királyfácán
A királyfácán (Syrmaticus reevesii) a madarak osztályának tyúkalakúak (Galliformes) rendjébe és a fácánfélék (Phasianidae) családjába tartozó faj.

## Rendszerezése
A fajt John Gould angol ornitológus írta le 1839-ben, a Phasianus nembe Phasianus Reevesii néven. Tudományos faji nevét John Reeves brit természettudósról kapta, aki első ízben hozott ilyen madarakat Európába.

## Előfordulása
Kína középső részén honos. Elsősorban vadászati célból betelepítették Hawaii, az Egyesült Államok, Csehország, Franciaország, Egyesült Királyság területére is. Mindenütt csak kis, lokális jellegűek a betelepített populációk. Sikertelen volt megtelepítése Írországban, Alaszkában és Új-Zélandon.
Természetes élőhelyei a fenyőkkel és tölgyfákkal borított sziklás hegyoldalak. Állandó, nem vonuló faj.

## Megjelenése
Testhossza 150-210 centiméter, ebből a farktollainak mérete elérheti a 100 centimétert is, mely a leghosszabb faroktoll a madarak között; a tojóé 75 centiméteres. A hím testtömege átlagosan 1529 gramm, a tojóé 949 gramm. Hosszú farka a növényzettel sűrűn benőtt területen ugyan akadályozhatja a mozgásban, de repülés közben jó hasznát veszi.
Hangja jellemző kotkodácsolás és egy dallamos fütty.
|  |  |

## Életmódja
Növényi részekkel, gyümölcsökkel, magvakkal és rovarokkal táplálkozik. Kisebb csapatokat alkot. Maximális élettartama 10 év körül van.

## Szaporodása
A hím násztáncot lejt a tojó elcsábítására, faroktollait szétteríti, pompás színű tollait mutogatja. A tojó földre, egyszerű gödörbe rakja 6-8 tojását.
|  |

## Természetvédelmi helyzete
A faj az egyike a legnagyobb fácánoknak, különösen a farktollai igen hosszúak, melyek elérhetik az egy méteres hosszt is, ezért a régi időkben vadászták. Hosszú tollait a pekingi operában jelmezek díszítésére használták. Mára már műanyagból készített műtollakat használnak.
Kína egész területén védett. A fő veszélyt a faj számára a fokozatos erdőirtások, és a feldarabolódott élőhelyek csökkenése jelentik. Szerepel a Természetvédelmi Világszövetség Vörös Listáján, ahol jelenleg a „sebezhető” kategóriába van besorolva.
Az elterjedési területe még nagyon nagy, de széttöredezett, egyedszáma 2500-9999 példány közötti és csökken. A Természetvédelmi Világszövetség Vörös listáján sebezhető fajként szerepel. Élőhelyek folyamatos pusztulása és a túlzott vadászat veszélyezteti.